# Georg Steller
Georg Wilhelm Steller; właśc. Georg Wilhelm Stöller (ur. 10 marca 1709 w Windsheim, zm. 12 listopada 1746 w Tiumeni, Syberia) – niemiecki lekarz i przyrodnik. Brał udział w drugiej wyprawie na Kamczatkę dowodzonej przez Vitusa Beringa.

## Życiorys
Urodził się 10 marca 1709 w Windsheim (Frankonia). Jego ojciec, Johann Jakob Stöller, pochodził z Norymbergi i pracował od 1702 roku w Windsheim jako kantor w gimnazjum i organista w miejskim kościele. Georg Wilhelm dorastał w prostych warunkach. Po ukończeniu miejscowego gimnazjum dzięki stypendium od rodzinnego miasta studiował teologię w Wittenberdze. Porzucił nielubiane studia teologiczne, kiedy po wielkim pożarze w rodzinnym mieście jego stypendium zostało zniesione. Wybierał kierunki studiów coraz bardziej zbliżone do medycyny i nauk przyrodniczych. W następnych latach studiował w Lipsku, Jenie i Halle, gdzie po raz pierwszy zainteresował się Rosją. W Halle uczęszczał na wykłady sławnego badacza Friedricha Hoffmanna, który odkrył źródła lecznicze w Bad Lauchstädt i znany jest do dziś ze swoich Kropel Hoffmanna. W 1734 Steller zdał egzamin lekarski, a ponieważ nie widział możliwości dalszej kariery akademickiej w Prusach, wyruszył do Rosji. Brakowało mu funduszy na dotarcie do Petersburga, więc podjął pracę lekarza w armii rosyjskiej, która akurat stacjonowała w Gdańsku z powodu wojny o sukcesję polską. Stamtąd Steller udał się na pokładzie statku szpitalnego do Sankt Petersburga. Podczas rejsu zmienił swoje oryginalne nazwisko Stöller na Steller, gdyż w tej formie było lepiej wymawiane przez Rosjan.
Prawie bez pieniędzy dotarł w 1734 roku do rosyjskiej stolicy. W ogrodzie botanicznym Sankt Petersburga poznał prawosławnego arcybiskupa Teofana Prokopowicza, który został jego protektorem i wprowadził w krąg wykształconych mieszkańców miasta. W 1737 roku został mianowany adiunktem nauk przyrodniczych w Petersburskiej Akademii Nauk Przyrodniczych. Jeszcze w tym samym roku został członkiem Wielkiej Ekspedycji Północnej na Kamczatkę. Jego przełożonym został Johann Georg Gmelin. Tuż przed wyruszeniem z Sankt Petersburga poślubił wdowę po niemieckim badaczu Syberii Messerschmidcie. Ten związek długo nie przetrwał, już podczas podróży na Syberię – w Moskwie – para rozstała się. Po trudach podróży i bieżących studiach w wielu dziedzinach, m.in. w botanice, zoologii, geologii, a także etnografii, Steller dotarł do celu we wrześniu 1740 i tam kontynuował nieprzerwanie badania razem z rosyjskim studentem Stepanem Petrowiczem Kraszennikowem, który był na miejscu już od 1737 roku. W lutym 1741 dotarł do niego list Beringa, w którym Bering oferował mu posadę lekarza wyprawy do Ameryki, gdyż poprzedni lekarz zrezygnował z pracy. Po początkowym wahaniu Steller przystał na propozycję.

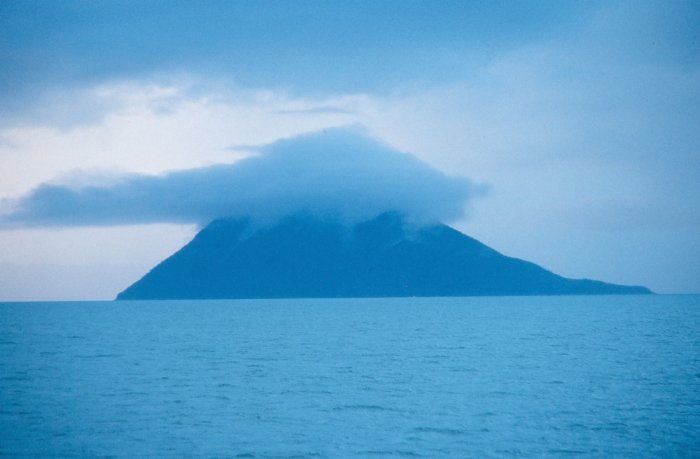
Kayak Island

4 czerwca 1741 ekspedycja opuściła Zatokę Awaczyńską na dwóch statkach: Św. Piotrze i Św. Pawle. W trakcie tej wyprawy, po wielu trudnościach nawigacyjnych, Św. Piotr dotarł do Alaski (ląd na horyzoncie 15 czerwca 1741). Stosunek Stellera do Beringa był problematyczny. Do konfliktu doszło gdy 20 czerwca 1741 Bering nie zezwolił początkowo Stellerowi na zejście na ląd na Wyspę Św. Eliasza (obecnie Kayak Island) w celach badawczych. Bering chciał tam tylko uzupełnić zapas słodkiej wody. Steller dostał pozwolenie, dopiero gdy zagroził, że w razie odmowy, Bering i jego oficerowie będą musieli się z tego faktu tłumaczyć władzom po powrocie. Zachowała się także kpiąca wzmianka Stellera, że zeszło się na ląd, „aby zawieźć amerykańską wodę do Azji”. Stellerowi zostało tylko 10 godzin na rekonesans, ale to wystarczyło aby udokumentować około 160 gatunków roślin. Dalej odkrył kryjówkę osiadłych na wyspie Eskimosów Aleuckich i wyniósł stamtąd zbiór przedmiotów codziennego użytku i biżuterii do swojej kolekcji etnologicznej. Później zdecydował, że na wymianę powinno się podarować żelazny sprzęt kuchenny, nóż itp. Niestety, tubylcy ukryli się w lesie ze strachu przed obcymi i nie udało się nawiązać z nimi kontaktu.
Podczas burzliwej podróży powrotnej Św. Piotr osiadł ostatecznie 5 listopada 1741 na wyspie nazwanej później Wyspą Beringa, gdzie komandor ekspedycji – Vitus Bering – zmarł 8 grudnia 1741. Podczas następującego po lądowaniu 9-miesięcznego obozu przeżycia Steller okazał się mistrzem improwizowanych technik przeżycia. On i szwedzki podporucznik Waxell częściowo zorganizowali życie obozowe. Z pozostałości Św. Piotra udało się w końcu zbudować łódź, którą rozbitkowie dotarli 27 sierpnia 1742 do Portu Piotra i Pawła na Kamczatce (obecnie Pietropawłowsk Kamczacki).

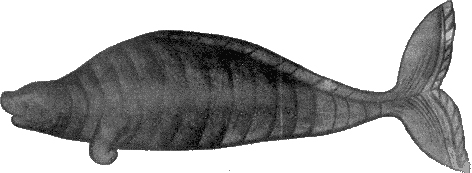
Krowa morska

Obok trudów i niebezpieczeństw, które niosła ze sobą walka o przeżycie na Wyspie Beringa, Steller wciąż prowadził swoje obserwacje przyrodnicze. Sporządził w tym czasie opis tzw. krowy morskiej (Hydrodamalis gigas, dawniej: Rhytina stelleri lub Rhytina borealis), który przyniósł mu pewną sławę. Był pierwszym i jedynym naukowcem, który widział żywą krowę morską. Później zainteresowali się nią łowcy zwierząt futerkowych, którzy wkrótce wybili cały gatunek.
Po swoim szczęśliwym powrocie Steller spędził dalsze trzy lata na Kamczatce, aby kontynuować swoje badania. 3 sierpnia 1744 opuścił Kamczatkę w kierunku Petersburga wraz ze swoją kolekcją zapakowaną w 16 skrzyń. Jednak podczas podróży wiosną 1745 roku został postawiony w Irkucku w stan oskarżenia. Obwiniono go o podżeganie ludów wschodniosyberyjskich przeciw rosyjskiemu panowaniu a wręcz o dostarczanie im broni. Ostatecznie został zwolniony z braku dowodów. Ponieważ nic go już nie zatrzymywało w tym miejscu, wyruszył dalej w święta Bożego Narodzenia 1745, w środku syberyjskiej zimy. Już i tak znużony dawnymi trudami, wkrótce ciężko zachorował. Ostatnimi siłami udało mu się dotrzeć do Tiumeni, gdzie zmarł 12 listopada 1746.

## Uznanie
Bardziej niż przez swoje liczne opracowania przyrodnicze, które spisał w trakcie Wielkiej Ekspedycji Północnej, Steller znany jest dzięki swemu opisowi podróży Beringa na Alaskę i jej dramatycznego końca. Wprawdzie istnieją inne opisy tej podróży autorstwa nawigatorów, jednak skupiają się one na czysto technicznych aspektach podróży. Steller tymczasem przedstawił szeroki obraz stosunków i wydarzeń oraz opisów przyrodniczych.
Jego imieniem nazwano gimnazjum w Bad Windsheim (Georg-Wilhelm-Steller-Gymnasium), szkołę w Anchorage (Steller Secondary School) oraz uchatkę grzywiastą znaną także jako lew morski Stellera